# Вольфганг Петрич
Вольфганг Петрич (нім. Wolfgang Petritsch; нар. 26 серпня 1947, Клагенфурт, Австрія) — австрійський дипломат словенського походження. Верховний представник по Боснії і Герцеговині з 1999 до 2002.

## Біографія
Провів своє дитинство в частково словенському, частково німецькому середовищі. Він має докторський ступінь у Віденському університеті і був стипендіатом програми Фулбрайта в Університеті Південної Каліфорнії (Лос-Анджелес). Роздуми Петрича з міжнародних справ були опубліковані широко в провідних газет світу, і він є автором або співавтором кількох книг.